# Leszczyna (Pasłęk)
Leszczyna (deutsch Hasselbusch) ist ein Ort in der polnischen Woiwodschaft Ermland-Masuren. Er gehört zur Gmina Pasłęk (Stadt-und-Land-Gemeinde Preußisch Holland) im Powiat Elbląski (Kreis Elbing).

## Geographische Lage
Leszczyna liegt im nördlichen Westen der Woiwodschaft Ermland-Masuren. Bis zur früheren Kreisstadt Preußisch Holland (polnisch Pasłęk) sind es sechs Kilometer in südlicher Richtung, während die heutige Kreismetropole Elbląg (deutsch Elbing) 14 Kilometer in nordwestlicher Richtung entfernt liegt.

## Geschichte
Der Name des kleinen Dorfs Haßelbusch – mit einem schmucken Weiher in seiner Mitte – schrieb sich erst nach 1785 als Hasselbusch. Im Jahre 1874 wurde der Ort als eine Landgemeinde in den neu errichteten Amtsbezirk Marienfelde (polnisch Marianka) aufgenommen, der bis 1945 bestand und zum ostpreußischen Kreis Preußisch Holland im Regierungsbezirk Königsberg gehörte.
Im Jahre 1910 lebten 87 Menschen in Hasselbusch. Ihre Zahl belief sich im Jahre 1933 auf 86 und im Jahre 1939 auf 80 Einwohner.
Mit dem gesamten südlichen Ostpreußen kam Hasselbusch 1945 in Kriegsfolge zu Polen. Das Dorf erhielt die polnische Namensform „Leszczyna“ und ist heute eine Ortschaft im Verbund der Gmina Pasłęk (Stadt-und-Land-Gemeinde Preußisch Holland) im Powiat Elbląski (Kreis Elbing), von 1975 bis 1998 der Woiwodschaft Elbląg, seither der Woiwodschaft Ermland-Masuren zugehörig. Im Jahre 2021 zählte Leszczyna 51 Einwohner.

## Religion
Die mehrheitlich evangelische Einwohnerschaft Hasselbuschs war bis 1945 in die Kirche Marienfelde (Marianka) in der Kirchenprovinz Ostpreußen der Kirche der Altpreußischen Union eingegliedert, während die römisch-katholischen Kirchenglieder zur Pfarrei St. Josef in Preußisch Holland gehörten. 
Der Pfarreibezug der katholischen Kirche ist bis heute für Leszczyna so geblieben. Die evangelischen Kirchenglieder sind nun ebenfalls nach Pasłęk „gewechselt“, und zwar zur dortigen St.-Georgs-Kirche, einer Filialkirche von Ostróda (Osterode) in der Diözese Masuren der Evangelisch-Augsburgischen Kirche in Polen.

## Verkehr
Leszczyna liegt an einer Nebenstraße, die die Woiwodschaftsstraße 505 bei Pasłęk (Preußisch Holland) mit der Woiwodschaftsstraße 509 bei Pomorska Wieś (Pomehrendorf) verbindet und über Marianka (Marienfelde) und Borzynowo (Briensdorf) verläuft. Eine vom Nachbarort Stegny (Steegen) kommende Straße endet in Leszczyna.
Die nächste Bahnstation ist Bogaczewo (Güldenboden). Sie liegt an der Bahnstrecke Malbork–Braniewo, die einst als Preußische Ostbahn angelegt und von Berlin über Königsberg (Preußen) bis nach Eydtkuhnen/Eydtkau verlief, heute zwischen Polen und Russland jedoch so gut wie gar nicht mehr befahren wird. Eine zweite Strecke ist die Bahnstrecke Olsztyn–Bogaczewo, auf der regelmäßiger Bahnverkehr stattfindet.